# HEM파마
HEM파마(영어: HEM Pharma)는 대한민국의 바이오 기업으로, 본사는 경북 포항시 북구 흥해읍 한동로 558, 창업보육센터 103호, 에프101호, 102호, 306호에 있다.

## 역사
지요셉 대표가 한동대 석사과정을 홀잡펠 교수와 하면서 홀잡펠이펙티브마이크로브스로 창업했다가 2020년 3월 '에이치이엠'으로 2021년 3월 지금의 사명인 'HEM파마'로 다시 바꿨다.
2024년 11월 5일부로 코스닥 시장에 상장하여 공모가보다 28.70% 하락한 1만 6,400원에 첫 거래를 마쳤다.

## 내용주
1. ↑  주관사를 신한투자증권으로 공모가 23,000원으로 코스닥 시장에 상장